# Trần Tường (nhà Trần)
Trần Tường (chữ Hán: 陈详, 523 – 564), tên tự là Văn Ki, người Trường Thành, Ngô Hưng , là tông thất, tướng lĩnh nhà Trần thời Nam Bắc triều trong lịch sử Trung Quốc.

## Cuộc đời và sự nghiệp
Tường từ nhỏ xuất gia làm sa môn; giỏi việc văn thư, đàm luận thanh nhã. Trần Bá Tiên dẹp loạn Hầu Cảnh, triệu Tường, lệnh cho ông hoàn tục, phối cấp binh mã, tham gia giành lại kinh thành. Trần Bá Tiên đông chinh Đỗ Kham, Tường riêng hạ được 3 huyện An Cát, Nguyên Hương, Cố Chướng. Bình xong Kham, nhờ công được thụ Tán kỵ thị lang, Giả tiết, Hùng tín tướng quân, Thanh Châu thứ sử; Bá Tiên riêng cắt 2 huyện Cố Chướng, Quảng Đức đặt quận Quảng Lương, lấy ông làm thái thú.
Trần Bá Tiên lên ngôi, tức Trần Vũ đế, đổi Quảng Lương làm Trần Lưu, lại lấy Tường làm thái thú. Năm Vĩnh Định thứ 2 (558), được phong Toại Hưng huyện hầu, thực ấp 500 hộ. Trong năm ấy, được trừ chức Minh uy tướng quân, Thông trực tán kỵ thường thị. Năm thứ 3 (559), Tường theo Hầu An Đô phá tướng của Vương Lâm là Thường Chúng Ái ở hồ Cung Đình .
Trần Văn đế nối ngôi, Tường được trừ chức Tuyên Thành thái thú, tướng quân như cũ. Vương Lâm xuôi dòng chiếm Sách Khẩu, Tường theo Ngô Minh Triệt tập kích Bồn Thành, nhắm lấy Gia Khẩu của Lâm; bọn Tường không hạ được, phải trở vào Nam Hồ, từ hồ Bà Dương lên bờ quay về. Bình xong Lâm, Tường với Minh Triệt đều không có công. Năm Thiên Gia đầu tiên (560), theo lệ được tăng thực ấp kể cả trước đây là 1500 hộ, vẫn trừ chức Thông trực tán kỵ thường thị, kiêm Hữu vệ tướng quân. Năm thứ 3 (562), được ra làm Giả tiết, đô đốc Ngô Châu chư quân sự, Nhân uy tướng quân, Ngô Châu thứ sử.

## Cái chết
Chu Địch chiếm cứ Lâm Xuyên dấy binh, Tường từ châu theo đường khác tập kích Địch ở doanh riêng Nhu Thành, bắt vợ con của ông ta. Địch thua chạy, Tường quay về bản trấn. Năm thứ 5 (564), Địch lại ra Lâm Xuyên, triều đình lấy Tường làm đô đốc, soái thủy bộ đánh dẹp. Quan quân đến Nam Thành, giao chiến với nghĩa quân, thất bại; Tường tử trận, hưởng dương 42 tuổi. Triều đình cho rằng Tường thua trận, nên không tặng thụy. Con trai Trần Chánh Lý được kế tự.